# Petra Lammert
Petra Lammert, nemška atletinja in tekmovalka v bobu, * 3. marec 1984, Freudenstadt, Zahodna Nemčija.
Ni nastopila na poletnih olimpijskih igrah. Na evropskih prvenstvih je osvojila bronasto medaljo v suvanju krogle leta 2006, na evropskih dvoranskih prvenstvih pa naslov prvakinje leta 2009. Leta 2010 je končala atletsko kariero zaradi poškodbe komolca.
Leta 2011 je začela tekmovati v bobu in leta 2012 je na svetovnem prvenstvu osvojila srebrno medaljo v dvosedu.